# 空中投下式救命艇

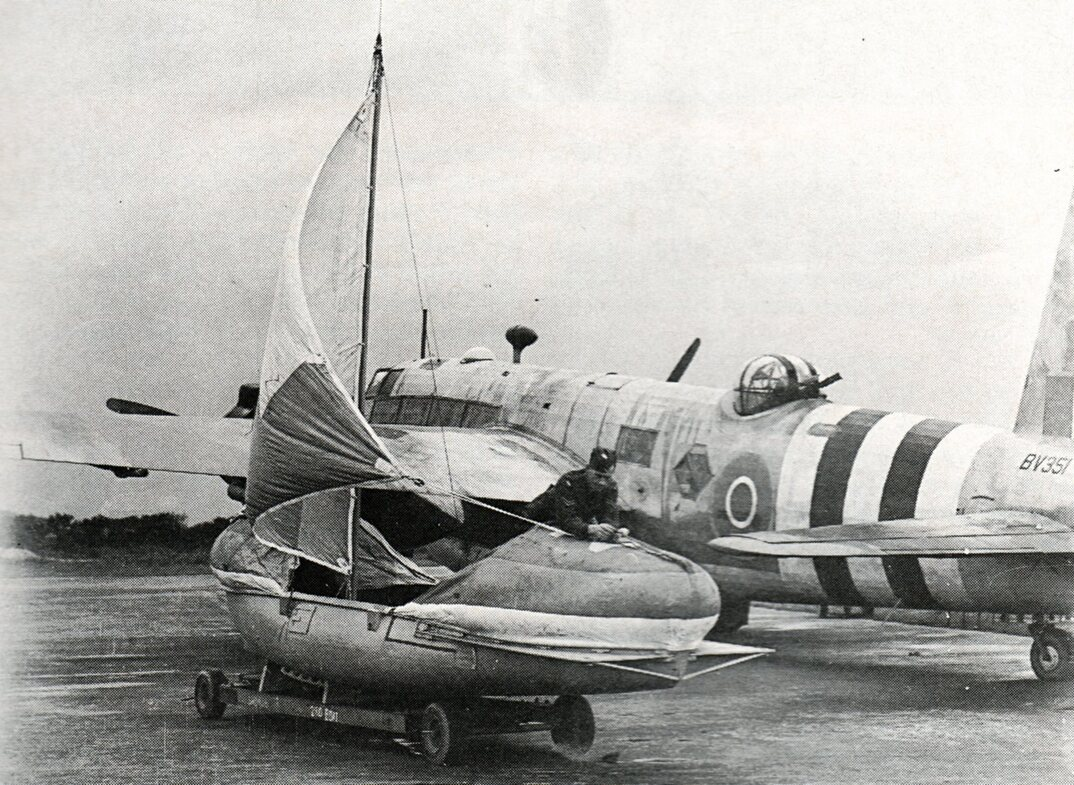
ビッカース ウォーウィックの前で帆柱を立てる英国のウファ・フォックス空中投下式救命艇

空中投下式救命艇（くうちゅうとうかしき きゅうめいてい、Airborne lifeboats）は、水難救助活動の手段として固定翼機から水面上に投下するように作られた動力付き救命艇である。この救命艇は機外に搭載するように特別に改装された重爆撃機により運ばれ、事故により洋上を漂う、特に緊急不時着水した航空機搭乗員の生存者の近くにパラシュートで投下するように考えられていた。空中投下式救命艇は、第二次世界大戦中のイギリスと1943年から1950年代半ばまでアメリカ合衆国のダンボ救難任務により使用された。

## 開発
第二次世界大戦以前は海上で漂流する航空機搭乗員や船舶乗組員を拾い上げるために飛行艇やフロート水上機を使用した航空救難の手法が様々な国で採用されていた。訓練や天候による事故により搭乗員を水上から引き揚げなければならないことがあり、これら2種類の水上機は時に応じてこの種の任務に使用された。この手法の限界は水面が荒れ過ぎていると水上機が着水できないことであった。1943年までに実施されたほとんどは、英空軍の標準仕様の航空機を使用したインフレータブルボートを含む緊急救援物資を生存者へ投下する方法であった。
空中投下式救命艇は、不時着水した航空機搭乗員にゴムボートよりも遥かに長大な距離を航走できる航行力のある耐波浪性の高い艇を提供するために開発された。この救命艇が必要とされた理由の一つは、航空機が敵勢力範囲近くに不時着水や置き去りにされた場合にゴムボートでは生存者がパドルで漕いでも潮汐や風により岸の方へ流されてしまい、その結果最後には捕虜となることがしばしばあったためであった。

## 英国の救命艇

### ウファ・フォックス

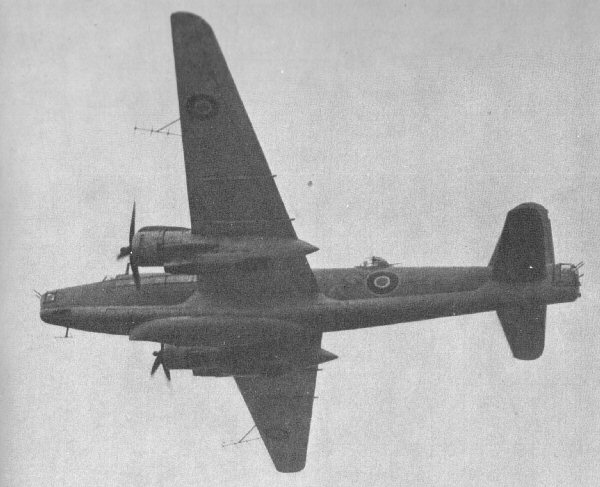
ウファ・フォックス設計の空中投下式救命艇を胴体下面に搭載したビッカース ウォーウィック

最初の空中投下式救命艇は、イギリス海峡に着水した航空機搭乗員を救助するためにイギリス空軍のアブロ ランカスター重爆撃機から投下するように考えられた1943年にウファ・フォックスが設計した32-フート (10 m)の木製カヌー型であった。救命艇は高度700フィート (210 m)から投下され、着水するまでに6つのパラシュートで降下速度を抑えられた。上下逆に着水した場合は自然と正立状態になるようにバランス取りがされており、これに続く全ての空中投下式救命艇にこの機能が与えられた。
フォックスの空中投下式救命艇は重量1,700ポンド (770 kg)、動力源は出力4-馬力 (3 kW)のエンジンがマストと帆で補完されており、航空機搭乗員に帆走の方法を示す教本が付属していた。この救命艇は最初1943年2月にロッキード ハドソンに、後にビッカース ウォーウィック爆撃機に搭載された。フォックスの救命艇は不時着水した航空機搭乗員を救出したのと同様にマーケット・ガーデン作戦では着水してしまったグライダー空挺兵をも助けた。

### サンダース・ロー

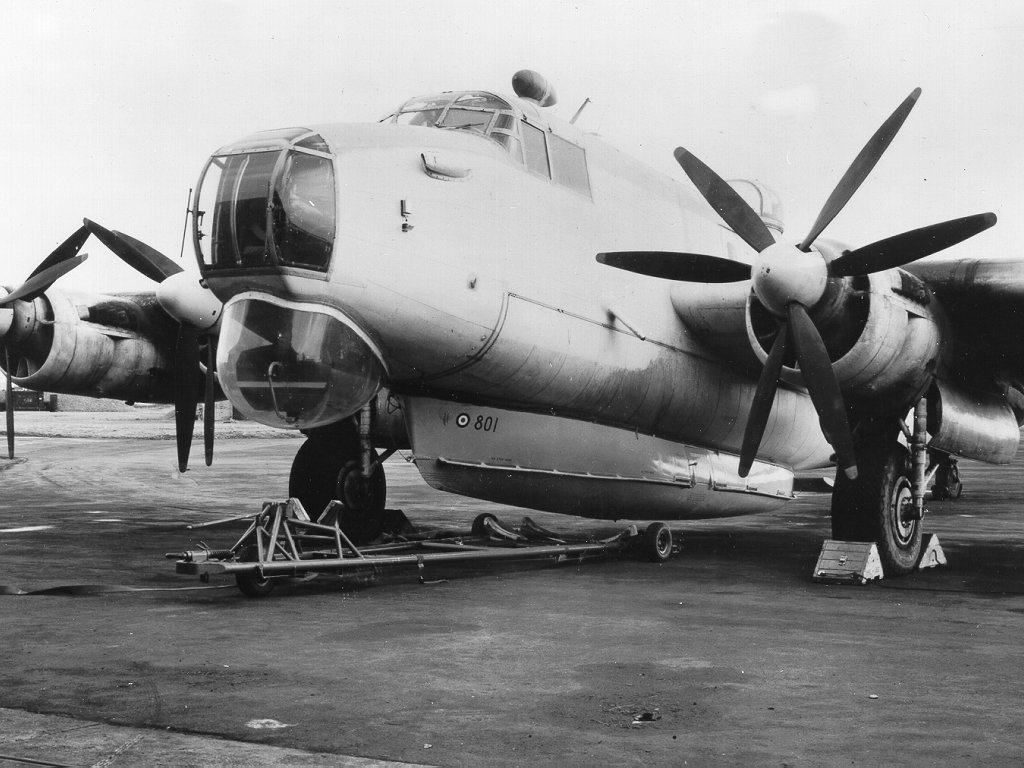
アブロ シャクルトンの胴体下面に取り付けられたサンダース・ロー Mark 3 空中投下式救命艇

1953年初めにアングルシー島のサンダース・ロー社はアブロ シャクルトン洋上哨戒機の胴体下面に取り付けるMark 3 空中投下式救命艇を完成させた。Mark 1が木製だったのとは異なりMark 3は全アルミニウム製であり、高度700フィート (210 m)から投下されると4つの直径42-フート (13 m)のパラシュートで降下速度20フィート (6 m)/秒まで減速されて着水した。救命艇が投下されると圧縮容器入りの二酸化炭素が艇首と艇尾の自律正立チャンバー内に放出された。着水するとパラシュートは風に吹き去られるように切り離され、ドローグ（シーアンカー）が開傘されて救命艇の行き足を鈍らせて生存者が艇へたどり着くのを容易にした。同時に不時着水した航空機搭乗員が救命艇に乗り込み易いように片側1基、計2基のロケットに点火されて艇の喫水線を下げた。艇内へ入るための外側から開く扉と平坦な甲板は自己排水のためのものであった。動力源としては出力15-馬力 (11 kW)のヴィンセント・モーターサイクル社製 HRD T5エンジンが採用された。このエンジンは「50英ガロン(約230リットル)の燃料で1000マイル(約1600km)を航走出来る事」という極めて厳しい性能要件が課された結果、「対向ピストンかつクロスヘッド方式の2ストローク・ガソリン複動式機関」という類例を見ない特異な設計を持つに至ったもので、更に船体には航続距離1,250マイル (2,010 km)を航走するに十分な量の燃料を搭載していた。日差しと波の飛沫を遮るための天幕、覆いと共に帆と釣り道具が備えられていた。全長31フィート (9 m)、全幅7フィート (2 m)のMark 3救命艇は、10名が14日間過せるだけの水、食料と防護服（protective suits）、膨張式枕、寝袋、救急医療キットを搭載していた。

## 米国の救命艇

### ヒギンズ

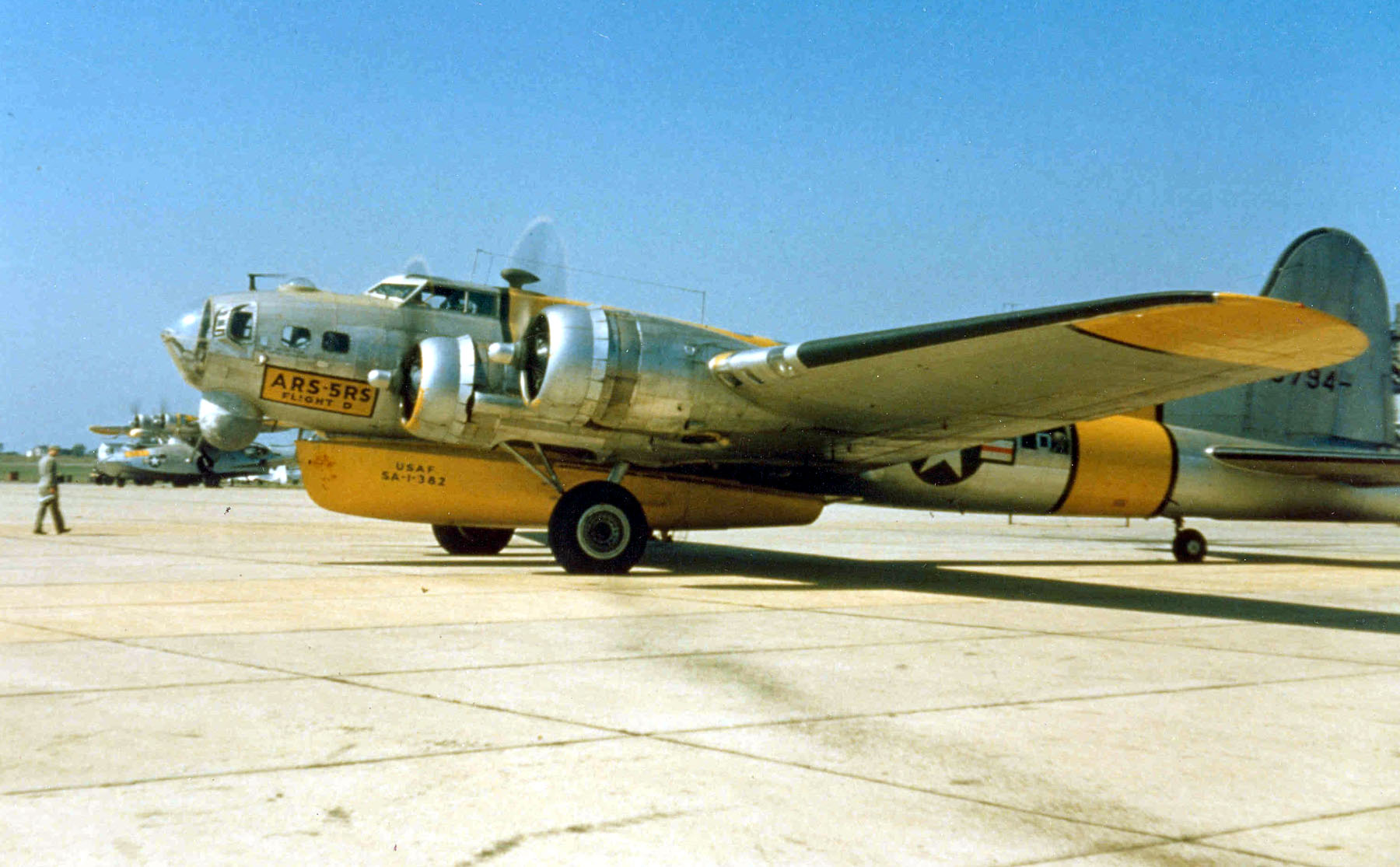
A-1救命艇を搭載するように改装されたボーイング SB-17G航空救難機

米国ではアンドリュー・ヒギンズがフォックスの救命艇を検分して、緊急時の作戦において危機を乗り越えるには脆弱すぎると感じた。ヒギンズは2基のエンジンを装備したより強固な救命艇を製作するために自社の技術者を割り当てた。上陸用舟艇（LCVP）やPTボートの製作で知られるヒギンズ・インダストリー社は、波浪や転覆で沈まぬように閉鎖式コンパートメントを持つ重量1½-トン (1400 kg)、全長27-フート (8 m)の空中投下式A-1救命艇を製作した。これはボーイング B-17 フライングフォートレスの改造機から投下されるように考えられており、1944年初めには生産準備が整った。

### EDO

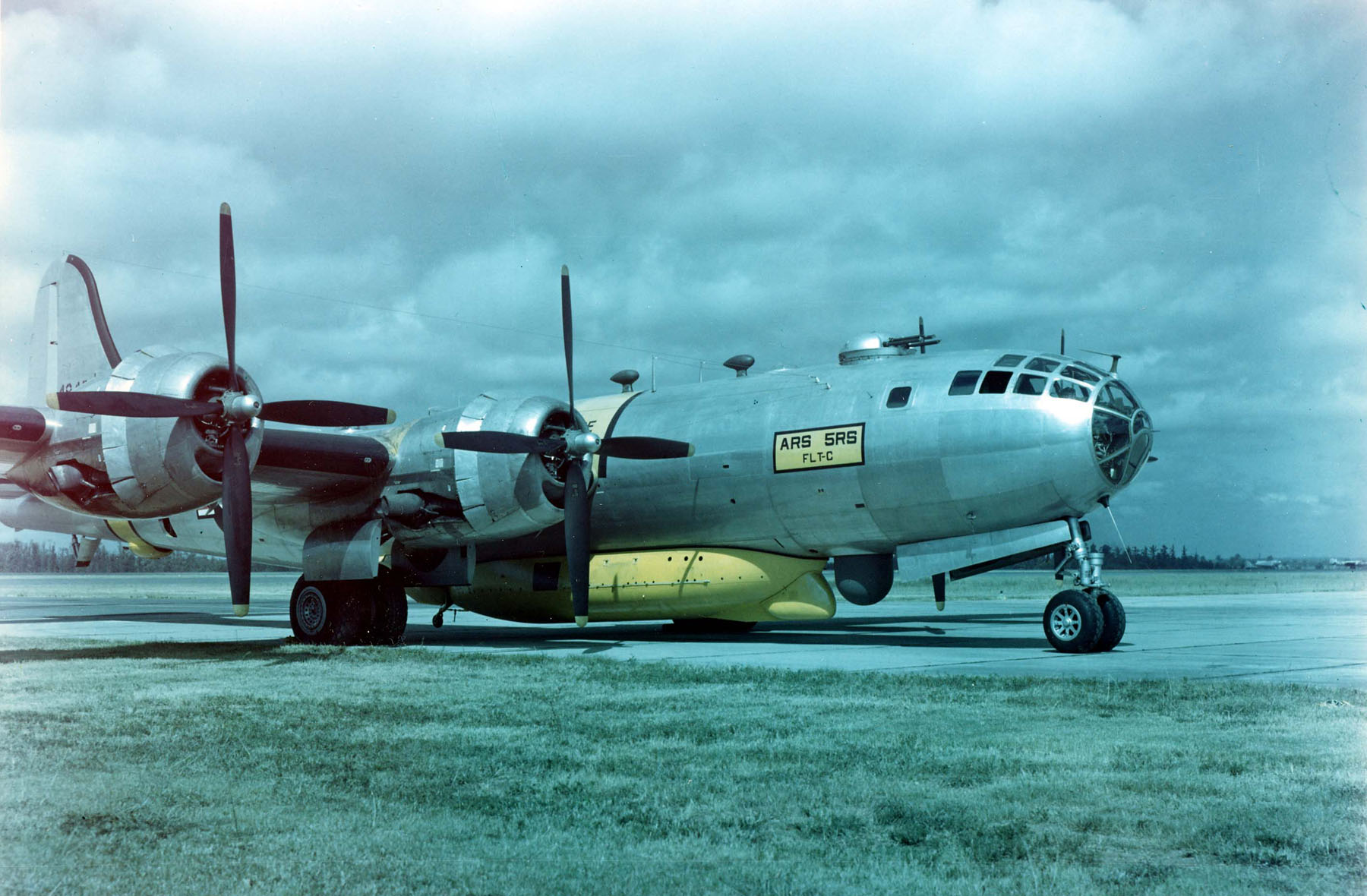
空中投下が可能なEDO社製A-3救命艇を胴体下面に装着したボーイング B-29 スーパーフォートレスの派生型SB-29 "スーパー・ダンボ"

A-3救命艇は1947年にEDO社がA-1救命艇の後継としてアメリカ空軍（USAF）向けに開発した空中投下式救命艇であった。これはボーイング SB-29 スーパー・ダンボで運ぶように考えられたアルミニウム合金製であった。太平洋戦争の終結まで幾機ものB-29が代わる代わる水難救助活動の母機として使用され、戦後に16機がA-3救命艇の運搬機に改装された。SB-29は1950年代半ばまで就役していた。約100艘のEDO社製救命艇が製造されたが、実際の救難活動で活躍することはほとんどなかった。